# 悪魔城ドラキュラX 月下の夜想曲
『悪魔城ドラキュラX 月下の夜想曲』（あくまじょうドラキュラエックス げっかのやそうきょく、英題: Castlevania: Symphony of the Night）は、コナミから1997年3月20日にPlayStation用に発売されたアクションRPG。悪魔城ドラキュラシリーズ作品の一つで、タイトルにXが付く前作『悪魔城ドラキュラX 血の輪廻』と同じXシリーズであり『悪魔城ドラキュラ Xセレクション』（両作収録）としても発売された。
本作は従来シリーズで多かった純粋なステージクリア型アクションゲームとは異なり、双方向スクロールのステージを行き来し、経験値制の導入による主人公のレベルアップやアイテム類を収集・複数持ち歩き、アイテムや技能取得により新たに行ける場所が増えていくといった、マップ探索型のアクションRPGが採用された。このようなゲームシステムの本作は、欧米において「『メトロイドシリーズ』の要素を取り入れた、悪魔城ドラキュラシリーズ中のメトロイドのようなゲーム」を表現するためメトロイドヴァニアと呼ばれ、この言葉は後にこの両作を含むマップ探索型アクションゲームジャンル自体の俗称ともなった。
本作はゲーム雑誌『ファミ通』のクロスレビューでは40点中30点だった。

## 歴史
1998年6月25日に新要素を追加した上でセガサターンへ移植された（日本国内版のみの発売）。
2007年3月21日にXbox 360のLIVEアーケードで日本含め世界で配信。ただし日本では7月25日に再配信された（後述）。
2007年11月8日にPlayStation Portable用ソフト『悪魔城ドラキュラ Xクロニクル』に、新要素を追加した上で『悪魔城ドラキュラX 血の輪廻』のリメイク版・オリジナル版と同時収録され移植された。
2010年12月16日にPlayStation 3とPlayStation Portable用のゲームアーカイブスとしてPlayStation Storeで配信された。
2018年10月25日にPlayStation 4で『悪魔城ドラキュラX・セレクション 月下の夜想曲 & 血の輪廻』として、『悪魔城ドラキュラX 血の輪廻』と共にカップリング移植され、配信された。
2020年3月4日にAndroidとiOS向けに配信開始された。

## システム
ゲームのオープニングは『悪魔城ドラキュラX 血の輪廻』の主人公だったリヒターがドラキュラと戦う場面から始まるが、本作の主人公はファミリーコンピュータ用ソフト『悪魔城伝説』の仲間キャラクターの1人だったアルカードである。本作の最終的な目的はこれまでのシリーズ同様ドラキュラ城の攻略であるが、ステージクリアや落下死の概念は無くなり、ステージ間は複数箇所でつながっており、同じステージを何度も往来して、城内を探索して行動可能範囲を広げていくシステムを採用している。映像は2Dドット絵でありつつ、PlayStationが持つ3D描画機能を活用して、アニメーションや奥行きのある背景を用いている。
ライフがなくなるとゲームオーバーとなり進行状況がリセットされるが、悪魔城内部にはセーブポイントが複数設けられており、そこで体力回復もさせることができる。特定の条件下・装備でないと入ることの出来ないエリアも数多く存在し、そのためアイテムを探したり使って謎解きしたりすることもある。通過したことのあるブロックはマップ上に青く塗りつぶされて表示され、塗りつぶされた部分の割合がマップ達成率として表示される。アイテムは図書館の主より購入することができる。
本作では城の攻略にあたって復活の謎を探ることになるが、その一環で当初の目的における黒幕が判明した段階で、悪魔城のマップを上下反転させた「逆さ城」が登場する。この2つの城はワープポイントで任意に行き来ができる。
エンディングは、当初の目的における終盤のバトルにおいて黒幕を明かせなかった場合のバッドエンドが特定のイベントの前と後で計2つ、最終的な目的を達成した後のエンディングがマップ達成率によって2つ、後述するアナザープレイの内の1つによるものを合わせて、全部で5つ存在するマルチエンドシステムを採用している。

### アルカードのアクション
プレイヤーであるアルカードのステータスは、状況により細かく変化する。まず敵を倒す毎に経験値が蓄積され、一定量まで溜まるとレベルアップを果たし基本パラメータが上昇する。ボスを倒したり特定の部屋に落ちているアイテムによって、ライフやハートの上限値が上がり耐久力や戦闘力が上昇する。他にも様々なアイテムによってアクションを変化することができる。
装備
アルカードは様々な武器や防具を装備する事ができる。「武器」は軽量な短剣や両手で扱う大剣など様々な種類に分別され、さらに性能やグラフィックなどの違いが細かく設定されている。左右の手にそれぞれ1本ずつ、最大2本の武器を同時に装備できる。消費型の武器や成長する武器もいくつか存在する。「防具」は盾・衣服（鎧）・帽子（兜）・マント。防御力以外にも、特定の能力を上昇させるものや、特定の属性攻撃を吸収しHPを回復できるものも存在する。これら武器や防具は装備単体、あるいは特定の組み合わせでコマンド入力することで特殊な技を発動できるものがある。「装飾品」は指輪などのアクセサリーが2つまで装備でき、能力上昇やイベント攻略などに活用される。「アイテム」はHPやMP、ステータス異常を回復する。飲食物から薬まで数多く存在し、使用する際は手に装備してアイテムを使う必要がある。飲食物は40種類以上とシリーズ最多の品数を誇る。
サブウェポン
装備武器とは異なる特殊武器を1つ装備する事ができる。サブウェポンの使用にはハートを消費する（ハートは障害物や敵を倒す事で回収できる）。ナイフ、オノ、十字架、時計、聖水のビン、聖書、跳鉱石、アグネア、ビブーティの9種類がある。
魔導器
「魔導器」を使用するとさまざまな特殊効果が得られる。霧・蝙蝠・狼への変身能力を提供するものや変身した後の姿に特殊能力を付加するもの、使い魔を呼んで一緒に戦えるようにするもの、特殊なアクションができるものなどが存在する。
変身
狼になると高速移動や水泳が可能となり、霧になると無敵になって一部の柵を潜り抜ける事が可能、蝙蝠になると空を飛ぶことができる。これらのアクションを獲得し、行動範囲を広げなければならない。変身中はMPを消費する。
使い魔
アルカードの攻撃補助をしたり、助言をしたりする。使い魔も経験値を獲得することによって成長する。7種類（国外版は5種類）の使い魔が存在するが、一度に複数の使い魔を使役することはできない。
必殺技
特定のコマンドを入力することによって必殺技を使うことができる。技の使用にはMPを消費する。「返り血で体力回復」等の吸血鬼ならではの技の他、変身時のみ使える必殺技もある。また、かつてのアルカードやドラキュラが使った「ワープ後にマントから炎を飛ばす」技も使える。必殺技のコマンドは一度使うか、爺の部屋で必殺技コマンドが書かれた書物を買う事でメニューに表示されるようになる。また条件を満たせば狼と蝙蝠に変身中は専用の必殺技が使用できるようになり、使い魔のインテリジェンスソードを召喚時も専用の必殺技が使用できる。

### アナザープレイ
クリアデータがある状態で新たにゲームを始めると、そのデータは「アナザープレイ」となる。アナザープレイでは、蔵書庫の爺が始めから販売品を全て揃えている、「システム」のウインドウに新しい項目が追加されている、特定の敵の落とすアイテムが変化する、などファーストプレイとは異なる状態でゲームを進めることができる。
またニューゲーム時のネームエントリーにて特定の名前を入力すると、サブキャラや特殊条件でのプレイが可能となる隠し技もあり、以下の3種類がある。
1. オープニングでのみ使用できたプレイヤー『リヒター・ベルモンド』で本編をプレイできるもの。リヒターはアイテムクラッシュなど多彩な攻撃方法を持つ。初期ステータスはアルカードよりも高いが能力の上昇が一切無い（ただしライフアップについてはアルカードと同じ効果を発揮する。取る前後で体力ゲージの長さは変わらないが、ダメージを受けた際のゲージが減りにくくなる）。アイテムを持ち歩くことはできず（装備アイテムそのものが出現しない）、蔵書庫での買い物もできないが、ゲーム進行に必要な魔導器は全て所持した状態となっている。なおリヒターでプレイした場合は会話などのイベントが一切なく、一部のボスが登場しない。
2. LCKが99になり他のパラメータが0となる。またゲームスタート時からアイテム「ラピス・ラズリ」を所持しているというもの。
3. ゲームスタート時からアイテム「アックスアーマーの鎧」を持っているもの。鎧を装備するとアックスアーマーの姿になり、操作や性能が変化する。

## ストーリー
タイトルに同じ「X」が付いたPCエンジンSUPER CD-ROM²用ソフト『悪魔城ドラキュラX 血の輪廻』の続編にあたり、ストーリーは同作の5年後である。
1792年、ヨーロッパにて復活したドラキュラ伯爵はヴァンパイアハンターのリヒター・ベルモンドと退魔の力を持つ少女マリア・ラーネッドに滅ぼされた。それから4年後リヒターは失踪し、マリアはその行方を追い旅に出ていた。翌年100年に1度復活すると伝説上言われていたドラキュラ城が現れたのだった。それを察知したマリアは再び城に乗り込んだ。一方同じ頃、ある男が深い眠りから目覚めた。男の名はアルカード。かつて父ドラキュラに反抗して人間に味方し、リヒターの祖先ラルフと共に父を倒した男である。復活を知ったアルカードは、再びあの忌まわしき城へと向かう。こうしてアルカードを中心にドラキュラ城に宿命の魂が集うのであった。

## 登場キャラクター
アルカード（Alucard）
声 - 置鮎龍太郎
本作の主人公。ドラキュラ伯爵と人間の女性の間に生まれた吸血鬼（『悪魔城伝説』では元は人間で父ドラキュラに悪魔との契約を強要されて人間ではなくなっており設定が異なる）。かつて父に反旗を翻し（『悪魔城伝説』より）、仲間とともに彼を滅ぼした。武器は主に剣を使用し、さまざまなアイテムによって変身や魔法能力を発揮する。
リヒター・ベルモンド（Richter Belmondo）
声 - 梁田清之
5年前にドラキュラ伯爵を倒したヴァンパイアハンター。謎の失踪を遂げる。
マリア・ラーネッド（Maria Renard）
声 - 椎名へきる （少女〈オープニングデモ〉）→ 横山智佐 （大人〈ゲームプレイ中〉）
ベルモンド家の遠縁であり、リヒターの義妹。リヒターを探すため悪魔城に侵入する。
図書館の主（Master Librarian）
声 - 佐藤正治
悪魔城の蔵書庫の管理をしている。アルカードを相手に商売する。
渡し守（The Ferryman）
声 - 佐藤正治
地下水脈の小舟の船頭。
リサ（Lisa）
声 - 深見梨加
魔女裁判で処刑されたアルカードの母。
サキュバス（Succubus）
声 - 深見梨加
アルカードを騙そうとする夢魔。
デス（Death）
声 - 佐藤正治
ドラキュラ伯爵の腹心として仕える死神。
シャフト（Shaft）
声 - 梁田清之
5年前に悪魔城を復活させた闇の神官。
ドラキュラ伯爵（Dracula）
声 - 若本規夫
悪魔城の城主である吸血鬼。アルカードの父。5年前リヒターに倒された。

## 開発
1995年9月にPlayStation用ソフトとして『がんばれゴエモン〜宇宙海賊アコギング〜』、『ツインビーミラクル 〜不思議なベルの大陸〜』（発売中止）と共に発表された。
本作では山根ミチルが担当したクラシック的な音楽や、小島文美の描く耽美的なイラストデザインを採用し、それまでのイメージからの変更が図られた。本作について、プロデューサーの萩原徹は、PlayStationになったことで今までのハードより制限が減り、やろうと思うことができるようになったと述べている。ディレクターの1人であった五十嵐孝司は、後に本作開発時の様子を振り返り「タイトルに“X”と付いてるのでこれはもう悪魔城ドラキュラシリーズとは違うから何やってもいいかなと…」「耽美的なイメージにもっていきたかったのでイラストとかキャラクターデザインを全部変えた」「鞭に飽きてきたのでベルモンド一族から主人公変えちゃおうと…敵がベルモンドって面白いし主人公側が鞭を使う必要もない」と主要武器を剣に改革し主人公さえもドラキュラの息子アルカードに変えるモデルチェンジが行われ、「ゲーム自体を（それまでの作品に比べて）全然変えた」と語っている。イラストに関しては五十嵐は小島文美の小説の表紙や挿絵を本屋で立ち読みして見て決めたという。

### 主なスタッフ
- プロデューサー: 萩原徹
- ディレクター: 萩原徹
- アシスタントディレクター: Kouji IGA（五十嵐孝司）
- シナリオ: Kouji IGA、古川敏治
- ミュージックコンポーザー: 山根ミチル（SS版の追加曲は大園哲也、岡田蘭、辛島純子）
- キャラクターデザイン & イラスト: 小島文美

## 主題歌等
- エンディングテーマ：『I AM THE WIND』
  - 歌：CYNTHIA HARRELL 作詞：TONY HAYENES 作・編曲：村中りか、JEFF LORBER[6]
  - バック・ミュージシャン：JEFF LORBER（キーボード）、NATE PHILLIPS（ベース）、JOHN ROBINSON（ドラムス）、MICHAEL TOMPSON（ギター）、GERALD ALBRIGHT（サックス）、LOUIS CONTE（パーカッション）
  - CDシングルが1997年4月9日に発売、1020円(税込)。同時収録曲は「4EVER YOURS 2NIGHT」。
- 挿入歌：『夜曲』
  - 歌：椎名へきる 作詞：大内正徳 作・編曲：山根ミチル

## 各機種間の違い

### PlayStation版
いくつかのバージョンがあるが、主な違いはバグ修正である。
初期版
キャラクターデザインイラスト & コミックブックと悪魔城ドラキュラシリーズのサウンドトラックCDが同梱されている。また、ゲームディスクをCDプレイヤーで再生すると警告後に音楽が再生される
通常版
フェンリルがアイテムを落とさないバグの修正と、食人花が落とすアイテムの変更が行われている。
改良版 （PlayStation the Best版 & PS one Books版）
多数のバグが修正されている他、セガサターン版での追加要素である「半妖精が歌を披露する」が逆移植で追加された（ただしそれに関連したアイテムは追加されていない）。

### セガサターン版
いくつかの変更、追加要素がある。
- 新たなステージ「地下庭園」「呪われた牢獄」と、その逆さ城編「地獄庭園」「魂の牢獄」を追加（地下庭園、地獄庭園にはワープゾーンあり）。なおPS版のリヒターモードであることをすればSS版における地下庭園への入り口が開いており入ることは可能だが、ステージそのものはなく城内にも入れない。
- 新ステージ4つのうち1つは新曲、3つは悪魔城シリーズ歴代名曲をアレンジして新ステージに追加している。
- 新ステージでは新たな敵としてスケルトンリーダー（地下庭園ボス）やマリア（悪魔城中心部、PS版では会話のみ）、ガーゴイル（3種）、スペクター、レイス、イフリート、カッパアーマーなど、新ステージに合わせた敵が16種、ボスは2種合計18種が追加。
- 新たなアイテムとして、『バンパイアキラー』では主人公エリック・リカードの武器だった妖槍アルカードスピア（説明文では「かつて愛用していた妖槍（両手）」とある）、アストラルダガー、ダブルブレードアックス、ウッドランドシールド、虹色のローブ、かしかーど（半妖精の歌の関連物）、サイン入りしたじき、神速の靴（前ダッシュが可能になる魔導器）、美味い飯、臭い飯を追加。また、インビジブルをグレアリングクロスに変更（効果も違う）。
- 装備画面に「ホルダー」が追加された。ホルダーに回復・消費アイテム（ポーションや食品）をセットして、右手・左手に武器や盾を持ったままアイテムを1種いつでも使うことが出来るよう操作が追加された。
- リヒターのグラフィックがPS版では前作の使い回しだったが、SS版では本作に合わせて書き直されている。
- 隠し要素だったリヒターモードが初期状態で選ぶことが可能で、さらにマリアモードを遊ぶこともできる（最初にキャラクターを3キャラから選択できる）。キャラクター選択時十字キーの上を押しながらリヒターを選択すると月下verのロングコートを着たグラフィックのリヒターが使用可能。
- このSS版マリアは後に発売されたXクロニクル版のマリアとは大きく異なる。通常攻撃は魔力の気弾（3段階溜め打ち可能）や蹴り技で、アルカードと同じコマンドで発動できる四聖獣召喚、強化サブウェポン、3段ジャンプ、ハイジャンプ、スライディングなどが使用できる。魔力ゲージがあり、ハートは999まで所持可能。
- マップをコンプリートしたとき、地下水脈および天井水脈の隠し部屋のマップがPS版とごく僅かだが違う。またマップをコンプリート(211.2%)したとき、セーブデータに「ALL」と書かれるようになった。
- 半妖精が歌を披露するようになった。
- 必殺技「ウイングスマッシュ」が壁にぶつかるまで（MPの続く限り）持続する。高度調整しながら持続させることが可能になった（PS版初期版では持続は不可、PS版重版他移植配信版では「常に高度調整しながら持続」というのはできない）。
- 狼の水泳アクションがなくなった。
- アルカードの残像はPS版では移動後しばらくすると消えるが、SS版では消えなかったり、ガスクラウドON時の霧の色が変わっているなどグラフィック関連の細かい変更。一部武器のモーション、効果範囲、演出も変更されている。
- SSにはセレクトボタンがなく、マップを見るにはメニュー画面から開くように変更された。
- 爺の部屋での戦術指南が削除されている。
- エリア切り替えにかかる時間がPS版より少し長い。また同じエリアで短い読み込みが行われる箇所がPS版より若干多い。
- 逆さ城のワープゾーンで、リフトが下まで下降し終えた後でないとワープできない。PS版では方向キー↑入れっぱなしでワープを繰り返すというのが逆さ城でもできたが、SS版では逆さ城ではリフトが下降するまで待たないといけない。
- 特別な書き換えをせずPS版の画面の幅をキープしつつSS版の解像度で表示しているため画面がやや荒い。SSはPSより若干画面が横長なのだが、引き延ばしただけのグラフィックで表示している。
- PSでは半透明で描かれていたグラフィックの一部がドット等、他の技術で表現されている（霧への変身、剣魔の第3段階グラフィック、一部アンデッドモンスターなど）。
- BGMがデータになったため、自然にループするようになった。また爺の部屋の曲が変更されている。
- SS版用にマリアの洗脳されたバージョン、通称ブラックマリアが各モーション分作られたが、実際にゲームに使用されることはなかった（開発者後日談）。
- タイトル画面でサウンドテストが試聴できるようになった。ゲーム中未使用のBeginning（ジャズver.）が収録され、未使用のセリフから声優陣のおまけボイスまで聞くことが可能。
- おまけとしてPCにディスクを入れるとPC用のデータ（壁紙・開発者コメント）が収録されている。

### Xbox 360版
LIVEアーケードで配信。基本的な作りは国内PlayStation版（改良版）の完全移植である。一方で、エンディングの曲は変更されている。
画質については、当時の物を忠実に再現したオリジナル版と、ハイディフィニション環境を念頭においたアンチエイリアスがかかったエンハンスド版の2種類をゲームのオプションで選択できる。冒頭（ベリガンとギャイボンを倒す所まで。ただし15分の時間制限付き）を無料でプレイできるデモ版が用意され、800マイクロソフトポイント（約1200円）を支払う事で完全版のロックを解除できる。他のソフトと同様に特定条件を満たすことによって「実績」を得ることができる他、テーマファイルが3種類（各150マイクロソフトポイント）、ゲーマーアイコンパックが2種類（各100マイクロソフトポイント）配信されている。
本作に関しては従来販売されていたメモリーユニットの総容量である64MBを超えた（国外版の本体ファイルサイズは95MB、日本版では128MB）最初のタイトルであり、512MBメモリーユニットかハードディスクが必要である。なお、以前はXbox Live Arcadeタイトル本体のファイルサイズには50MBまでという制限がかかっており、この制限の元で制作されていたタイトルの内最大であった『LUMINES LIVE!』でも本体は64MBメモリーユニットに収まるレベルであった。
日本で配信されているものは2007年7月25日に配信が再開されたものであり、内容も日本でのPlayStation版に準拠している。それ以前の2007年3月21日に全世界で配信されたものは北米PlayStation版をベースに移植したものであるため、以下の様な違いがあった。
- 音声は英語であり、日本語字幕で対応していた。
- 「使い魔」が5体であった（日本版は7体）。「全種類の使い魔を手に入れる」という内容の「実績」があるが、その内容にもこの違いは反映されている。

これらのことから『悪魔城ドラキュラX 月下の夜想曲』として配信されたが実際内容は海外版『Castlevania: Symphony of the Night』の日本ローカライズ版であり、多数のシステムバグもあって購入者からは不満の声もあがっていた。これに対して、シリーズのプロデューサーであった五十嵐孝司は自身のブログで原因の究明と対応を約束していた。この件により配信開始後数日で日本での配信は一時中止され、4か月後に海外配信版とは別の日本版バージョンが日本向けに再配信された。なお日本ではXbox Liveマーケットプレースにこのタイトルについて2つのエントリが存在するが、1つは国外版のエントリであるが日本でもテーマファイルおよびゲーマーアイコンのダウンロードのために用意されており、もう1つが日本向けに本体を配信しているエントリである。ゲーム本体を格納するフォルダについても日本版と国外版で異なり、国外版では「Castlevania: SOTN」、日本版では「悪魔城ドラキュラX 月下の夜想曲」となっていて双方にセーブデータなどに関する互換性はなく、実績の項目も独立している。

### PlayStation Portable版
『悪魔城ドラキュラ Xクロニクル』に収録。基本的にはPlayStation版の完全移植だが、新たな要素がいくつか追加されている。ただし最初は選べず、本作をプレイ解禁するためにはまずXクロニクル本編ゲーム内で特定のアイテムを取らなければいけないという前提条件がある。また、「半妖精が歌う」要素を実装している（下記の音楽鑑賞で再生できる）。
- マリア戦、及び隠し要素としてマリアプレイが追加された。マリアはセガサターン版の流用ではなく、本作の為に新規に作成されたものであり、グラフィックやキャラクター性能はセガサターン版と異なる。挙動や性能的には『Xクロニクル』の元である『血の輪廻』でのマリアに沿ったものとなっており、さらにサブウェポンの2種類所持(切り替え可)、空中ダッシュ、垂直上昇能力を有する（詳細は血の輪廻の記事を参照）。
- 爺の部屋に、元々は海外版のみの機能だった「音楽鑑賞」が、国内版でも追加された。
- エンディングテーマが「I AM THE WIND」から山根ミチル作曲の新曲「哀悼のセレナーデ」へ変更された。
- 海外版でも「使い魔」が7体になった（他バージョンでは5体のみ）。

### PlayStation 4版
『悪魔城ドラキュラX・セレクション 月下の夜想曲 & 血の輪廻』として、『悪魔城ドラキュラX 血の輪廻』と共に収録。爺の部屋に「音楽鑑賞」の項目がある、悪魔城中心部にてマリア戦がある、エンディングテーマが「哀悼のセレナーデ」である、ゲームクリア後にマリアが使用できるなど、PlayStation Portable『悪魔城ドラキュラ Xクロニクル』に収録されていたバージョンの移植となっている。

## 関連商品
- 『悪魔城ドラキュラX 月下の夜想曲 公式ガイド』（公式ガイドシリーズ）、NTT出版、1997年4月18日、ISBN 978-4871888547
- 『悪魔城ドラキュラX 月下の夜想曲 公式ガイド』（パーフェクトシリーズ）、コナミ、1997年5月20日、ISBN 978-4883176700
- 『悪魔城ドラキュラX 月下の夜想曲 公式完全ガイドブック』（コナミ完璧攻略シリーズ）、双葉社、1997年5月26日 ISBN 978-4575160369
- 『悪魔城ドラキュラX 月下の夜想曲 ORIGINAL GAME SOUNDTRACK』コナミミュージックエンタテインメント、1997年4月9日
- 『悪魔城ドラキュラX 追憶の夜想曲 ドラマCD』 2010年3月24日
  - 本作の後日談として発売されたドラマCD。メインキャストは本作の声優とは違うキャスティング（アルカード、マリアは『悪魔城ドラキュラ ジャッジメント』と同じ配役）になっている。
- Castlevania Puzzle: Encore of the Night
  - 欧米で2010年にiOSアプリとして配信（日本では未リリース）。本作をベースにした『対戦ぱずるだま』の派生作品。